# Liste der Bodendenkmäler in Waldbüttelbrunn
Auf dieser Seite sind die Bodendenkmäler in der unterfränkischen Gemeinde Waldbüttelbrunn zusammengestellt. Diese Tabelle ist eine Teilliste der Liste der Bodendenkmäler in Bayern. Grundlage ist die Bayerische Denkmalliste, die auf Basis des Bayerischen Denkmalschutzgesetzes vom 1. Oktober 1973 erstmals erstellt wurde und seither durch das Bayerische Landesamt für Denkmalpflege geführt wird. Die folgenden Angaben ersetzen nicht die rechtsverbindliche Auskunft der Denkmalschutzbehörde.

## Bodendenkmäler der Gemeinde Waldbüttelbrunn

### Bodendenkmäler in der Gemarkung Roßbrunn
| Lage                | Objekt | Akten-Nr.     | Bild |
| ------------------- | --- | ------------- | ---- |
| Roßbrunn (Standort) | Merowingerzeitliches Reihengräberfeld.                                                                                       | D-6-6124-0065 |      |
| Roßbrunn (Standort) | Siedlung der Linearbandkeramik und der Urnenfelderzeit.                                                                      | D-6-6124-0066 |      |
| Roßbrunn (Standort) | Siedlung der Linearbandkeramik und der Urnenfelderzeit sowie Körpergräber vor- und frühgeschichtlicher Zeitstellung.         | D-6-6224-0002 |      |
| Roßbrunn (Standort) | Körpergräber des frühen Mittelalters.                                                                                        | D-6-6224-0051 |      |
| Roßbrunn (Standort) | Siedlung des frühen Mittelalters.                                                                                            | D-6-6224-0052 |      |
| Roßbrunn (Standort) | Grabhügel vorgeschichtlicher Zeitstellung.                                                                                   | D-6-6224-0053 |      |
| Roßbrunn (Standort) | Siedlung der Linearbandkeramik, der Urnenfelderzeit und der Hallstattzeit.                                                   | D-6-6224-0054 |      |
| Roßbrunn (Standort) | Siedlung der Linearbandkeramik und Körpergräber der frühen Latènezeit.                                                       | D-6-6224-0055 |      |
| Roßbrunn (Standort) | Siedlung des Mittelneolithikums.                                                                                             | D-6-6224-0065 |      |
| Roßbrunn (Standort) | Siedlung des Jungneolithikums.                                                                                               | D-6-6224-0066 |      |
| Roßbrunn (Standort) | Siedlung der frühen und jüngeren Latènezeit.                                                                                 | D-6-6224-0067 |      |
| Roßbrunn (Standort) | Siedlung der Linearbandkeramik.                                                                                              | D-6-6224-0068 |      |
| Roßbrunn (Standort) | Frühneuzeitliche Hofwüstung Schafhof.                                                                                        | D-6-6224-0084 |      |
| Roßbrunn (Standort) | Archäologische Befunde im Bereich der abgegangenen frühneuzeitlichen Kapelle in Roßbrunn mit mittelalterlichem Vorgängerbau. | D-6-6224-0125 |      |

### Bodendenkmäler in der Gemarkung Uettingen
| Lage                 | Objekt                            | Akten-Nr.     | Bild |
| -------------------- | --------------------------------- | ------------- | ---- |
| Uettingen (Standort) | Frühneuzeitlicher Handwerksplatz. | D-6-6224-0076 |      |

### Bodendenkmäler in der Gemarkung Waldbüttelbrunn
| Lage                       | Objekt | Akten-Nr.     | Bild |
| -------------------------- | --- | ------------- | ---- |
| Waldbüttelbrunn (Standort) | Siedlung der Urnenfelderzeit. | D-6-6224-0003 |      |
| Waldbüttelbrunn (Standort) | Siedlung vorgeschichtlicher Zeitstellung. | D-6-6224-0123 |      |
| Waldbüttelbrunn (Standort) | Siedlung der Linearbandkeramik. | D-6-6225-0003 |      |
| Waldbüttelbrunn (Standort) | Siedlung der Linearbandkeramik. | D-6-6225-0009 |      |
| Waldbüttelbrunn (Standort) | Siedlung der Linearbandkeramik. | D-6-6225-0174 |      |
| Waldbüttelbrunn (Standort) | Siedlung des Neolithikums und der Urnenfelderzeit. | D-6-6225-0176 |      |
| Waldbüttelbrunn (Standort) | Spätmittelalterliche bis frühneuzeitliche Landwehr. | D-6-6225-0177 |      |
| Waldbüttelbrunn (Standort) | Verebnete vorgeschichtliche Grabhügel. | D-6-6225-0203 |      |
| Waldbüttelbrunn (Standort) | Siedlung des Mittelneolithikums und Bestattungsplatz der Merowingerzeit.                                                                               | D-6-6225-0216 |      |
| Waldbüttelbrunn (Standort) | Siedlung vorgeschichtlicher Zeitstellung. | D-6-6225-0218 |      |
| Waldbüttelbrunn (Standort) | Archäologische Befunde im Bereich der mittelalterlichen und frühneuzeitlichen ehemalige Katholischen Pfarrkirche St. Bartholomäus von Waldbüttelbrunn. | D-6-6225-0335 |      |